# Рігобер Сонг
Рігобер Сонг (фр. Rigobert Song, нар. 1 липня 1976, Нканглікок) — камерунський футболіст, що грав на позиції захисника. По завершенні ігрової кар'єри — футбольний тренер. З 2022 року очолює тренерський штаб національної збірної ЦАР.
Найдосвідченіший гравець в історії збірної Камеруну. На його рахунку 137 матчів у футболці національної збірної. Сонг володар рекорду по числу проведених матчів на Кубках африканських націй — 35 матчів на 5 турнірах (двічі, в 2000 і 2002 вони були переможними), а також перший африканець, що зіграв на чотирьох чемпіонатах світу.

## Клубна кар'єра
У дорослому футболі дебютував 1992 року виступами за команду «Тоннер».
Своєю грою за цю команду привернув увагу представників тренерського штабу французького «Меца», до складу якого приєднався 1994 року. Відіграв за команду з Меца наступні чотири сезони своєї ігрової кар'єри. Більшість часу, проведеного у складі «Меца», був основним гравцем захисту команди.
Влітку 1998 року став гравцем клубу італійської Серії А «Салернітана», але провів в команді лише півроку.

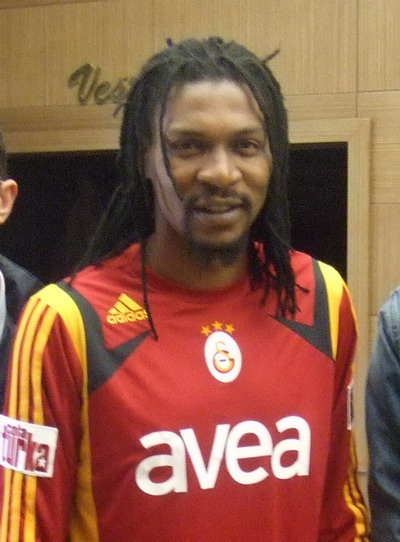
Рігобер Сонг під час виступів за «Галатасарай»

Зазнавши невдачі в спробі отримати Коліна Гендріа, на початку 1999 року тренер «Ліверпуля» Жерар Ульє запросив в свій клуб Сонга, заплативши за трансфер 2,7 млн фунтів. Ріго був уже відомий громадськості, перш за все, завдяки двом червоним карткам на чемпіонатах світу. Дебют Сонга за «Ліверпуль» відбувся 30 січня 1999 року. Мерсисайдці програли «Ковентрі Сіті» з рахунком 1:2, проте, Ріго був досить прихильно прийнятий вболівальниками, які навіть вигадали кричалку «We've only got one Song». Проте основним гравцем камерунець стати так і не зумів, зігравши лише в 38 матчах за «червоних».
В кінці 2000 року перебрався в столичний клуб «Вест Гем Юнайтед» за 2,5 млн фунтів, де мав замінити основного захисника команди Ріо Фердінанда. Однак, зміна команди не вирішила проблем, Сонг все так само не міг закріпитися в основі команди Прем'єр-ліги. Через це камерунець відправився в оренду в німецький «Кельн», після чого, в 2002 році, був проданий до французького «Ланса», де провів два сезони у Лізі 1.
Влітку 2004 року уклав контракт з турецьким «Галатасараєм», у складі якого став основним центральним захисником разом з хорватом Стєпаном Томасом. У стамбульській команді провів наступні чотири роки своєї кар'єри гравця і двічі вигравав національний чемпіонат (2005/06, 2007/08) та одного разу Кубок Туреччини (2004/05). Під час сезону 2006/07 Сонг посварився прямо під час гри з наставником команди Еріком Геретсом. Хоча Сонг вибачився за інцидент і публічно і в приватному порядку, Геретс не відступив і гравець залишився поза грою. Лише з приходом нового тренера Карла-Гайнца Фельдкампа в сезоні 2007/08, Сонг знову став важливим членом команди і її новим капітаном. Однак після його повернення з Кубка африканських націй він опинився на лаві через травму. За час його лікування пара центральних захисників Емре Гюнгор—Сервет Четін витіснили камерунця з основи і допомогли виграти клубу 16-й чемпіонський титул. Після цього Сонг вирішив залишити команду в кінці сезону 2007/08.
Завершив професійну ігрову кар'єру у клубі «Трабзонспор», за команду якого виступав протягом 2008—2010 років, а в останньому сезоні також був капітаном.

## Виступи за збірну
Виступав за збірні Камеруну різних вікових категорій. У віці 16 років він став капітаном камерунської збірної для гравців молодше 20 років.
1993 року дебютував в офіційних матчах у складі національної збірної Камеруну в товариському матьчі проти збірної Мексики. Вже наступного року він грав у складі першої команди Камеруну на чемпіонаті світу 1994 року у США. Тренер Камеруну Анрі Мішель не раз зізнавався, що ніколи раніше не зустрічав такого впевненого в собі футболіста. Проте, на «мундіалі» в 1994 році він був видалений з поля в матчі проти Бразилії, ставши у віці 17 років наймолодшим гравцем, коли-небудь видаленим в чемпіонаті світу. В підсумку ж камерунці на чолі з ветераном Роже Мілла не змогли вийти з групи, але різниця у 24 років і 42 днів між Мілла (42 років і 35 днів) і 17-річним Сонгом (17 років і 358 днів) стала (і залишається) найбільшим розривом у віці між двома гравцями однієї команди в історії чемпіонатів світу.

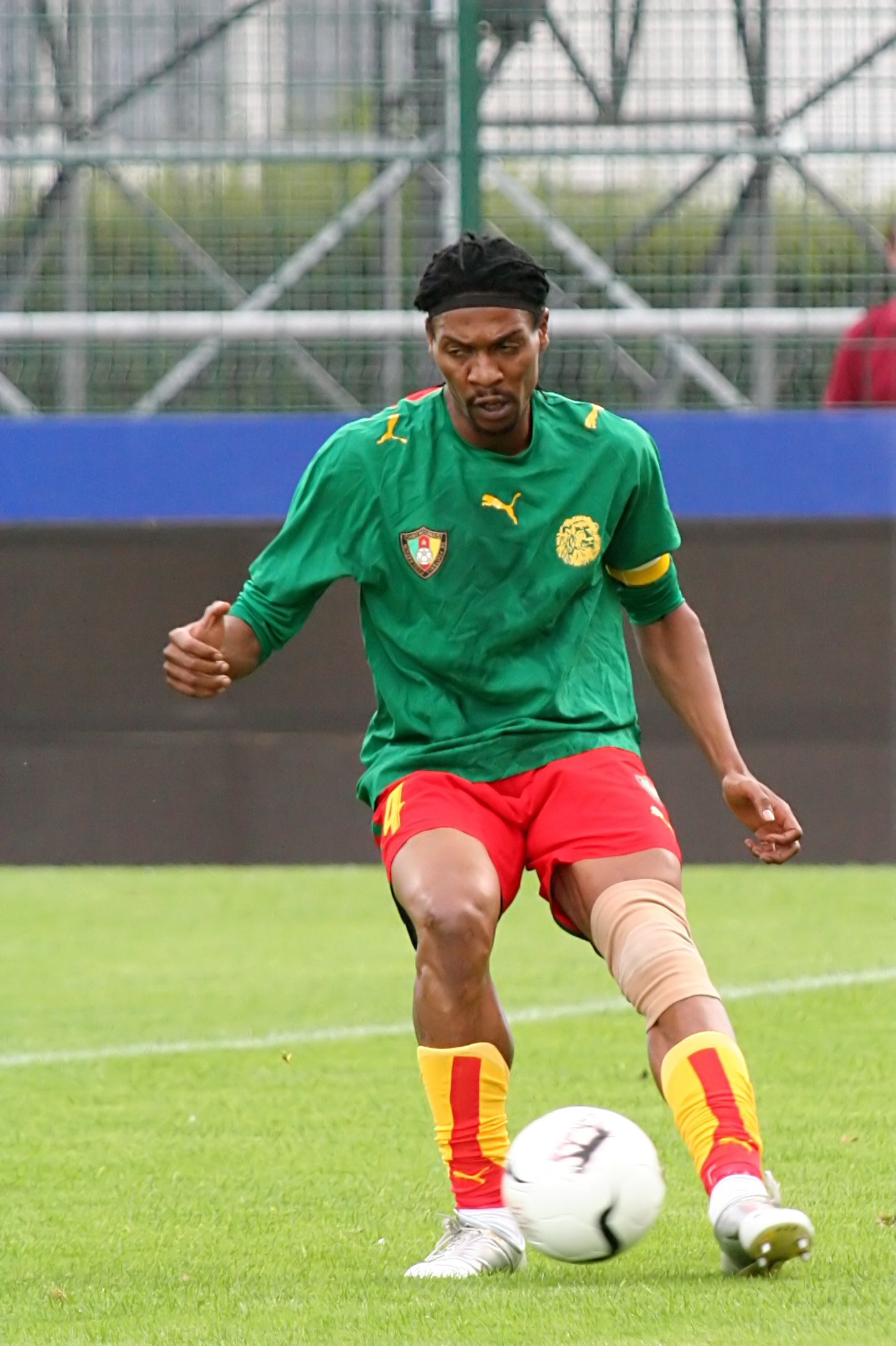
Рігобер Сонг під час виступів за збірну Камеруну. 16 серпня 2006 року.

Коли ж на наступному чемпіонаті світу 1998 року у Франції його видалили в грі з Чилі, Сонг удостоївся сумнівної честі стати першим гравцем, які отримували червоні картки на двох чемпіонатах світу. Щоправда, між двома чемпіонатами світу Рігобер зіграв на двох континентальних першостях — Кубку африканських націй 1996 року у ПАР і Кубку африканських націй 1998 року у Буркіна Фасо, але результати команди були невтішні. Натомість наступні КАН 2000 року у Гані та Нігерії і 2002 року у Малі стали для Рігобера і його збірної тріумфальними — на обох турнірах команда здобула золото. Перемога на КАН-2000 дозволила камерунцям вперше в своїй історії пробитись на розіграш Кубка конфедерацій 2001 року в Японії і Південній Кореї, де, щоправда, збірна разом з Сонгом не змогла вийти з групи.
Наступного року на чемпіонаті світу 2002 року в тій таки Японії і Південній Кореї Камерун з Сонгом знову не змогли подолати груповий етап, зігравши внічию 1:1 з Ірландією, перемігши 1:0 Саудівську Аравію і програвши 0:2 Німеччині.
Наступним великим турніром для Сонга став розіграш Кубка конфедерацій 2003 року у Франції, де Камерун посів перше місце у групі після перемоги над Бразилією (1:0) і Туреччиною (1:0) та нічиєї зі Сполученими Штатами (0:0). Захисник вивів у статусі капітану свою команду на півфінал проти збірної Колумбії. На 72-й хвилині гри давній друг Сонга, Марк-Вів'єн Фое, звалився в центральному колі. Фое помер у той же день через гіпертрофічну кардіоміопатію. Камерун в підсумку виграв ту гру 1:0, але програв Франції у фіналі у додатковий час 0:1.
Після цього Сонг зіграв у чотирьох поспіль континентальних першостях — 2004 року у Тунісі, 2006 року в Єгипті, 2008 року у Гані, де разом з командою здобув «срібло», і 2010 року в Анголі. Причому під час Кубка Африки-2006 Сонг встановив рекорд Камеруну за кількістю матчів, проведених за національну команду цієї країни.
Останнім великим турніром для Рігобера став чемпіонат світу 2010 року у ПАР, де він вийшов на заміну замість Ніколя Н'Кулу в заключному матчі групового етапу проти Нідерландів (1:2), ставши першим африканцем, що зіграв на чотирьох чемпіонатах світу. Відразу після турніру, 1 серпня 2010 року, завершив ігрову кар'єру у клубі і збірній. Всього протягом кар'єри у національній команді, яка тривала 18 років, провів у формі головної команди країни 137 матчів, забивши 4 голи.

## Кар'єра тренера
Розпочав тренерську кар'єру, повернувшись до футболу після невеликої перерви, 6 жовтня 2015 року, очоливши тренерський штаб збірної Чаду.
| Дата       | Місто          | Господарі            | Результат          | Гості                | Турнір                                      | Голи | Примітки |
| ---------- | -------------- | -------------------- | ------------------ | -------------------- | ------------------------------------------- | ---- | -------- |
| 22/09/1993 | Мехіко         | Мексика              | 1 – 0              | Камерун              | товариський матч                            | -    |          |
| 1/05/1994  | Сеул           | Південна Корея       | 2 – 2              | Камерун              | товариський матч                            | -    |          |
| 9/05/1994  | Пірей          | Греція               | 0 – 3              | Камерун              | товариський матч                            | -    |          |
| 11/05/1994 | Тирана         | Албанія              | 1 – 1              | Камерун              | товариський матч                            | -    |          |
| 19/06/1994 | Пасадена       | Камерун              | 2 – 2              | Швеція               | ЧС 1994 - 1-й етап                          | -    |          |
| 24/06/1994 | Стенфорд       | Бразилія             | 3 – 0              | Камерун              | ЧС 1994 - 1-й етап                          | -    |          |
| 13/11/1994 | Масеру         | Лесото               | 2 – 0              | Камерун              | Відбір до Кубка африканських націй 1996     | -    |          |
| 8/01/1995  | Дуала          | Камерун              | 0 – 0              | Малаві               | Відбір до Кубка африканських націй 1996     | -    |          |
| 24/12/1995 | Яунде          | Камерун              | 1 – 0              | Ліберія              | товариський матч                            | -    |          |
| 13/01/1996 | Йоганнесбург   | ПАР                  | 3 – 0              | Камерун              | Кубок африканських націй 1996 - 1-й етап    | -    |          |
| 18/01/1996 | Блумфонтейн    | Камерун              | 2 – 1              | Єгипет               | Кубок африканських націй 1996 - 1-й етап    | -    |          |
| 24/01/1996 | Кейптаун       | Ангола               | 3 – 3              | Камерун              | Кубок африканських націй 1996 - 1-й етап    | -    |          |
| 6/10/1996  | Лібревіль      | Габон                | 0 – 0              | Камерун              | товариський матч                            | -    |          |
| 10/11/1996 | Ломе           | Того                 | 2 – 4              | Камерун              | Відбір до ЧС 1998                           | -    |          |
| 12/01/1997 | Яунде          | Камерун              | 0 – 0              | Ангола               | Відбір до ЧС 1998                           | -    |          |
| 6/04/1997  | Дуала          | Камерун              | 1 – 0              | Зімбабве             | Відбір до ЧС 1998                           | -    |          |
| 27/04/1997 | Дуала          | Камерун              | 2 – 0              | Того                 | Відбір до ЧС 1998                           | -    |          |
| 8/06/1997  | Луанда         | Ангола               | 1 – 1              | Камерун              | Відбір до ЧС 1998                           | -    |          |
| 22/06/1997 | Яунде          | Камерун              | 2 – 2              | Франція              | товариський матч                            | -    |          |
| 17/08/1997 | Хараре         | Зімбабве             | 1 – 2              | Камерун              | Відбір до ЧС 1998                           | -    |          |
| 15/11/1998 | Ліверпуль      | Англія               | 2 – 0              | Камерун              | товариський матч                            | -    |          |
| 28/01/1998 | Дублін         | Ірландія             | 0 – 1              | Камерун              | товариський матч                            | 1    |          |
| 1/02/1998  | Марсель        | Франція              | 2 – 1              | Камерун              | товариський матч                            | -    |          |
| 7/02/1998  | Уагадугу       | Камерун              | 1 – 0              | Буркіна-Фасо         | Кубок африканських націй 1998 - 1-й етап    | -    |          |
| 11/02/1998 | Уагадугу       | Гвінея               | 2 – 2              | Камерун              | Кубок африканських націй 1998 - 1-й етап    | -    |          |
| 15/02/1998 | Уагадугу       | Камерун              | 2 – 1              | Алжир                | Кубок африканських націй 1998 - 1-й етап    | -    |          |
| 20/02/1998 | Бобо-Діуласо   | ДР Конго             | 1 – 0              | Камерун              | Кубок африканських націй 1998 - чвертьфінал | -    |          |
| 27/05/1998 | Арнем          | Нідерланди           | 0 – 0              | Камерун              | товариський матч                            | -    |          |
| 31/05/1998 | Люксембург     | Люксембург           | 0 – 2              | Камерун              | товариський матч                            | -    |          |
| 5/06/1998  | Копенгаген     | Данія                | 1 – 2              | Камерун              | товариський матч                            | -    |          |
| 11/06/1998 | Тулуза         | Камерун              | 1 – 1              | Австрія              | ЧС 1998 - 1-й етап                          | -    |          |
| 17/06/1998 | Монпельє       | Італія               | 3 – 0              | Камерун              | ЧС 1998 - 1-й етап                          | -    |          |
| 23/06/1998 | Нант           | Чилі                 | 1 – 1              | Камерун              | ЧС 1998 - 1-й етап                          | -    |          |
| 28/02/1999 | Яунде          | Камерун              | 1 – 0              | Мозамбік             | Відбір до Кубка африканських націй 2000     | -    |          |
| 11/04/1999 | Мапуту         | Мозамбік             | 1 – 6              | Камерун              | Відбір до Кубка африканських націй 2000     | -    |          |
| 6/06/1999  | Яунде          | Камерун              | 1 – 1              | Еритрея              | Відбір до Кубка африканських націй 2000     | 1    |          |
| 11/01/2000 | Касабланка     | Марокко              | 2 – 2              | Камерун              | товариський матч                            | -    |          |
| 13/01/2000 | Дакар          | Сенегал              | 2 – 2              | Камерун              | товариський матч                            | -    |          |
| 22/01/2000 | Аккра          | Гана                 | 1 – 1              | Камерун              | Кубок африканських націй 2000 - 1-й етап    | -    |          |
| 28/01/2000 | Аккра          | Камерун              | 3 – 0              | Кот-д'Івуар          | Кубок африканських націй 2000 - 1-й етап    | -    |          |
| 31/01/2000 | Кумасі         | Камерун              | 0 – 1              | Того                 | Кубок африканських націй 2000 - 1-й етап    | -    |          |
| 6/02/2000  | Аккра          | Алжир                | 1 – 2              | Камерун              | Кубок африканських націй 2000 - чвертьфінал | -    |          |
| 10/02/2000 | Аккра          | Камерун              | 3 – 0              | Туніс                | Кубок африканських націй 2000 - півфінал    | -    |          |
| 13/02/2000 | Лагос          | Нігерія              | 2 – 2 (3-4 п.п.)   | Камерун              | Кубок африканських націй 2000 - Фінал       | -    |          |
| 19/04/2000 | Яунде          | Камерун              | 3 – 0              | Сомалі               | Відбір до ЧС 2002                           | -    |          |
| 23/04/2000 | Могадішо       | Сомалі               | 0 – 3              | Камерун              | Відбір до ЧС 2002                           | -    |          |
| 18/06/2000 | Триполі        | Лівія                | 0 – 2              | Камерун              | Відбір до ЧС 2002                           | -    |          |
| 9/07/2000  | Яунде          | Камерун              | 3 – 0              | Ангола               | Відбір до ЧС 2002                           | -    |          |
| 4/10/2000  | Сен-Дені       | Франція              | 1 – 1              | Камерун              | товариський матч                            | -    |          |
| 25/01/2001 | Котону         | Бенін                | 1 – 0              | Камерун              | товариський матч                            | -    |          |
| 28/01/2001 | Ломе           | Того                 | 0 – 2              | Камерун              | Відбір до ЧС 2002                           | -    |          |
| 25/02/2001 | Дуала          | Камерун              | 1 – 0              | Замбія               | Відбір до ЧС 2002                           | -    |          |
| 22/04/2001 | Яунде          | Камерун              | 1 – 0              | Лівія                | Відбір до ЧС 2002                           | -    |          |
| 25/04/2001 | Тяньцзінь      | КНР                  | 0 – 0              | Камерун              | товариський матч                            | -    |          |
| 31/05/2001 | Касіма         | Бразилія             | 2 – 0              | Камерун              | Кубок Конфедерацій                          | -    |          |
| 2/06/2001  | Ніїґата        | Японія               | 2 – 0              | Камерун              | Кубок Конфедерацій                          | -    |          |
| 4/06/2001  | Ніїґата        | Камерун              | 2 – 0              | Канада               | Кубок Конфедерацій                          | -    |          |
| 1/07/2001  | Яунде          | Камерун              | 2 – 0              | Того                 | Відбір до Кубка африканських націй 2002     | -    |          |
| 14/11/2001 | Познань        | Польща               | 0 – 0              | Камерун              | товариський матч                            | -    |          |
| 7/01/2002  | Гельзенкірхен  | Німеччина            | 3 – 1              | Камерун              | товариський матч                            | -    |          |
| 11/01/2002 | Туніс (місто)  | Туніс                | 0 – 1              | Камерун              | товариський матч                            | -    |          |
| 20/01/2002 | Сікассо        | Камерун              | 1 – 0              | ДР Конго             | Кубок африканських націй 2002 - 1-й етап    | -    |          |
| 25/01/2002 | Сікассо        | Камерун              | 1 – 0              | Кот-д'Івуар          | Кубок африканських націй 2002 - 1-й етап    | -    |          |
| 29/01/2002 | Сікассо        | Камерун              | 3 – 0              | Того                 | Кубок африканських націй 2002 - 1-й етап    | -    |          |
| 4/02/2002  | Сікассо        | Єгипет               | 0 – 1              | Камерун              | Кубок африканських націй 2002 - чвертьфінал | -    |          |
| 7/02/2002  | Бамако         | Камерун              | 3 – 0              | Малі                 | Кубок африканських націй 2002 - півфінал    | -    |          |
| 10/02/2002 | Бамако         | Сенегал              | 0 – 0 (2-3 п.п.)   | Камерун              | Кубок африканських націй 2002 - Фінал       | -    |          |
| 27/03/2002 | Буенос-Айрес   | Аргентина            | 2 – 2              | Камерун              | товариський матч                            | -    |          |
| 17/04/2002 | Відень         | Австрія              | 0 – 0              | Камерун              | товариський матч                            | -    |          |
| 17/05/2002 | Копенгаген     | Данія                | 2 – 1              | Камерун              | товариський матч                            | -    |          |
| 26/05/2002 | Кобе           | Камерун              | 2 – 2              | Англія               | товариський матч                            | -    |          |
| 1/06/2002  | Ніїґата        | Камерун              | 1 – 1              | Ірландія             | ЧС 2002 - 1-й етап                          | -    |          |
| 6/06/2002  | Сайтама        | Саудівська Аравія    | 0 – 1              | Камерун              | ЧС 2002 - 1-й етап                          | -    |          |
| 11/06/2002 | Сідзуока       | Німеччина            | 2 – 0              | Камерун              | ЧС 2002 - 1-й етап                          | -    |          |
| 11/02/2003 | Париж          | Франція              | 3 – 0              | Камерун              | товариський матч                            | -    |          |
| 27/03/2003 | Лос-Анджелес   | США                  | 0 – 2              | Камерун              | товариський матч                            | -    |          |
| 30/03/2003 | Вальпараїсо    | Чилі                 | 1 – 0              | Камерун              | товариський матч                            | -    |          |
| 19/06/2003 | Сен-Дені       | Камерун              | 1 – 0              | Бразилія             | Кубок Конфедерацій                          | -    |          |
| 21/06/2003 | Сен-Дені       | Камерун              | 1 – 0              | Туреччина            | Кубок Конфедерацій                          | -    |          |
| 26/06/2003 | Ліон           | Колумбія             | 0 – 1              | Камерун              | Кубок Конфедерацій                          | -    |          |
| 29/06/2003 | Сен-Дені       | Франція              | 1 – 0              | Камерун              | Кубок Конфедерацій                          | -    |          |
| 25/01/2004 | Сус            | Камерун              | 1 – 1              | Алжир                | Кубок африканських націй 2004 - 1-й етап    | -    |          |
| 29/01/2004 | Сфакс          | Зімбабве             | 3 – 5              | Камерун              | Кубок африканських націй 2004 - 1-й етап    | -    |          |
| 3/02/2004  | Монастір       | Камерун              | 0 – 0              | Єгипет               | Кубок африканських націй 2004 - 1-й етап    | -    |          |
| 8/02/2004  | Монастір       | Камерун              | 1 – 2              | Нігерія              | Кубок африканських націй 2004 - 1-й етап    | -    |          |
| 28/04/2004 | Софія (місто)  | Болгарія             | 3 – 0              | Камерун              | товариський матч                            | -    |          |
| 6/06/2004  | Яунде          | Камерун              | 2 – 1              | Бенін                | Відбір до ЧС 2006                           | 1    |          |
| 18/06/2004 | Місурата       | Лівія                | 0 – 0              | Камерун              | Відбір до ЧС 2006                           | -    |          |
| 4/07/2004  | Яунде          | Камерун              | 2 – 0              | Кот-д'Івуар          | Відбір до ЧС 2006                           | -    |          |
| 5/09/2004  | Каїр           | Єгипет               | 3 – 2              | Камерун              | Відбір до ЧС 2006                           | -    |          |
| 9/10/2004  | Омдурман       | Судан                | 1 – 1              | Камерун              | Відбір до ЧС 2006                           | -    |          |
| 17/11/2004 | Лейпциг        | Німеччина            | 3 – 0              | Камерун              | товариський матч                            | -    |          |
| 9/02/2005  | Дакар          | Сенегал              | 0 – 1              | Камерун              | товариський матч                            | -    |          |
| 27/03/2005 | Яунде          | Камерун              | 2 – 1              | Судан                | Відбір до ЧС 2006                           | -    |          |
| 4/06/2005  | Котону         | Бенін                | 1 – 4              | Камерун              | Відбір до ЧС 2006                           | 1    |          |
| 19/06/2005 | Яунде          | Камерун              | 1 – 0              | Лівія                | Відбір до ЧС 2006                           | -    |          |
| 4/09/2005  | Абіджан        | Кот-д'Івуар          | 2 – 3              | Камерун              | Відбір до ЧС 2006                           | -    |          |
| 8/10/2005  | Яунде          | Камерун              | 1 – 1              | Єгипет               | Відбір до ЧС 2006                           | -    |          |
| 15/11/2005 | Алес (Гар)     | Марокко              | 0 – 0              | Камерун              | товариський матч                            | -    |          |
| 21/01/2006 | Каїр           | Камерун              | 3 – 1              | Ангола               | Кубок африканських націй 2006 - 1-й етап    | -    |          |
| 25/01/2006 | Каїр           | Камерун              | 2 – 0              | Того                 | Кубок африканських націй 2006 - 1-й етап    | -    |          |
| 29/01/2006 | Каїр           | ДР Конго             | 0 – 2              | Камерун              | Кубок африканських націй 2006 - 1-й етап    | -    |          |
| 4/02/2006  | Каїр           | Кот-д'Івуар          | 1 – 1 (12-11 п.п.) | Камерун              | Кубок африканських націй 2006 - чвертьфінал | -    |          |
| 16/08/2006 | Осло           | Норвегія             | 1 – 1              | Камерун              | товариський матч                            | -    |          |
| 2/09/2006  | Кігалі         | Руанда               | 0 – 3              | Камерун              | Відбір до Кубка африканських націй 2008     | -    |          |
| 7/10/2006  | Яунде          | Камерун              | 3 – 0              | Екваторіальна Гвінея | Відбір до Кубка африканських націй 2008     | -    |          |
| 7/02/2007  | Брисбен        | Австралія            | 2 – 2              | Камерун              | товариський матч                            | -    |          |
| 24/03/2007 | Яунде          | Камерун              | 3 – 1              | Ліберія              | Відбір до Кубка африканських націй 2008     | -    |          |
| 3/06/2007  | Монровія       | Ліберія              | 1 – 2              | Камерун              | Відбір до Кубка африканських націй 2008     | -    |          |
| 17/06/2007 | Гаруа          | Камерун              | 2 – 1              | Руанда               | Відбір до Кубка африканських націй 2008     | -    |          |
| 22/08/2007 | Нагасакі       | Японія               | 2 – 0              | Камерун              | товариський матч                            | -    |          |
| 9/09/2007  | Малабо         | Екваторіальна Гвінея | 1 – 0              | Камерун              | Відбір до Кубка африканських націй 2008     | -    |          |
| 22/01/2008 | Кумасі         | Камерун              | 2 – 4              | Єгипет               | Кубок африканських націй 2008 - 1-й етап    | -    |          |
| 25/01/2008 | Кумасі         | Замбія               | 1 – 5              | Камерун              | Кубок африканських націй 2008 - 1-й етап    | -    |          |
| 30/01/2008 | Тамале (місто) | Камерун              | 3 – 0              | Судан                | Кубок африканських націй 2008 - 1-й етап    | -    |          |
| 4/02/2008  | Тамале (місто) | Туніс                | 2 – 3              | Камерун              | Кубок африканських націй 2008 - чвертьфінал | -    |          |
| 7/02/2008  | Аккра          | Гана                 | 0 – 1              | Камерун              | Кубок африканських націй 2008 - півфінал    | -    |          |
| 10/02/2008 | Аккра          | Камерун              | 0 – 1              | Єгипет               | Кубок африканських націй 2008 - Фінал       | -    |          |
| 31/05/2008 | Яунде          | Камерун              | 2 – 0              | Кабо-Верде           | Відбір до ЧС 2010                           | 1    |          |
| 8/06/2008  | Кьюрпайп       | Маврикій             | 0 – 3              | Камерун              | Відбір до ЧС 2010                           | -    |          |
| 14/06/2008 | Дар-ес-Салам   | Танзанія             | 0 – 0              | Камерун              | Відбір до ЧС 2010                           | -    |          |
| 21/06/2008 | Яунде          | Камерун              | 2 – 1              | Танзанія             | Відбір до ЧС 2010                           | -    |          |
| 6/09/2008  | Прая           | Кабо-Верде           | 1 – 2              | Камерун              | Відбір до ЧС 2010                           | -    |          |
| 11/10/2008 | Яунде          | Камерун              | 5 – 0              | Маврикій             | Відбір до ЧС 2010                           | -    |          |
| 11/02/2009 | Іст-Ратерфорд  | Гвінея               | 1 – 3              | Камерун              | товариський матч                            | -    |          |
| 28/03/2009 | Ломе           | Того                 | 1 – 0              | Камерун              | Відбір до ЧС 2010                           | -    |          |
| 7/06/2009  | Яунде          | Камерун              | 0 – 0              | Марокко              | Відбір до ЧС 2010                           | -    |          |
| 5/09/2009  | Лібревіль      | Габон                | 0 – 2              | Камерун              | Відбір до ЧС 2010                           | -    |          |
| 9/09/2009  | Яунде          | Камерун              | 2 – 1              | Габон                | Відбір до ЧС 2010                           | -    |          |
| 10/10/2009 | Яунде          | Камерун              | 3 – 0              | Того                 | Відбір до ЧС 2010                           | -    |          |
| 14/11/2009 | Касабланка     | Марокко              | 0 – 2              | Камерун              | Відбір до ЧС 2010                           | -    |          |
| 9/01/2010  | Найробі        | Кенія                | 1 – 0              | Камерун              | товариський матч                            | -    |          |
| 13/01/2010 | Лубанго        | Камерун              | 0 – 1              | Габон                | Кубок африканських націй 2010 - 1-й етап    | -    |          |
| 17/01/2010 | Лубанго        | Замбія               | 2 – 3              | Камерун              | Кубок африканських націй 2010 - 1-й етап    | -    |          |
| 21/01/2010 | Лубанго        | Камерун              | 2 – 2              | Туніс                | Кубок африканських націй 2010 - 1-й етап    | -    |          |
| 25/05/2010 | Тбілісі        | Грузія               | 0 – 0              | Камерун              | товариський матч                            | -    |          |
| 24/06/2010 | Кейптаун       | Нідерланди           | 2 – 1              | Камерун              | ЧС 2010 - 1-й етап                          | -    |          |
| Усього     |                | Матчів (1 місце)     | 137                |                      | Голів                                       | 5    |          |

## Статистика

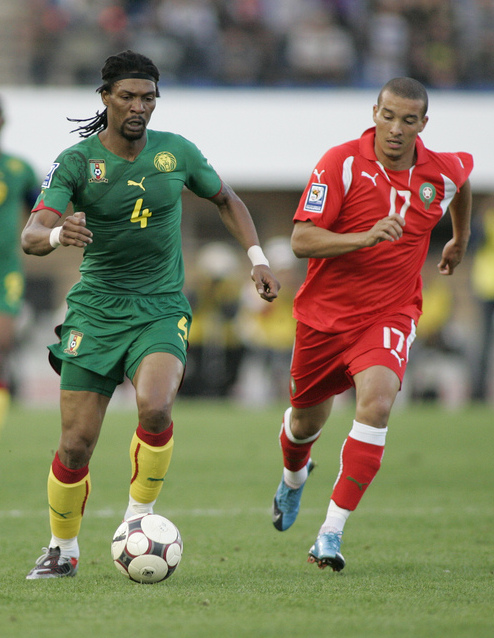
Рігобер Сонг (ліворуч) проти марокканця Набіля Баха у матчі національних збірних. 14 листопада 2009 року.

## Особисте життя
Його двоюрідний брат Алекс Сонг, також гравець збірної Камеруну, виступав за лондонський «Арсенал» та «Барселону».

## Титули і досягнення
- Володар Кубка французької ліги (1):

«Мец»: 1995–96
- Володар Кубка Туреччини (2):

«Галатасарай»: 2004–05
«Трабзонспор»: 2009–10
- Чемпіон Туреччини (2):

«Галатасарай»: 2005–06, 2007–08
- Володар Кубка африканських націй (2):

Камерун: 2000, 2002
- Срібний призер Кубка африканських націй: 2008